# Gladstad
Gladstad est une localité du comté de Nordland, en Norvège.

## Géographie
Administrativement, Gladstad fait partie de la kommune de Vega.